# قوراما
قوراما هي بلدة في مقاطعة مريشكار في ولاية قشقداريا في أوزبكستان.